# 佐倉綾音 Ayane*LDK
『佐倉綾音 Ayane*LDK』（さくらあやねアヤネルディーケー）は、2013年1月13日から2015年1月4日まで超!A&G+で放送されていたラジオ番組。
またこの番組は2012年10月5日からマリン・エンタテイメントのHPにてWEBラジオ番組として毎月第1・第3金曜日にWEB配信されていた。

## 内容

### 放送時間
- 2013年1月13日 - 3月31日
  - 毎週日曜日 25:00 - 25:30（リピートなし）
- 2013年4月7日 - 2015年1月4日
  - 毎週日曜日 21:00 - 21:30（リピートなし）

### パーソナリティー
- 佐倉綾音

### コーナー
- 綾音のぐ〜の音

リスナーからの質問や悩みを解決していくコーナー。
- さくらの心技体!!

リスナーから『心』『技』『体』をテーマにしたチャレンジを行うコーナー。
- インドア趣味レーション&アウトドア趣味レーション

スタジオ内で出来る趣味や外に出たくなる趣味を募集するコーナー。
- 今日のあや寝る

エンディングにリスナーの気になって眠れない素朴な質問を一言で解決していくコーナー。
- 今夜の推薦図書（気まぐれコーナー）

本が大好きな佐倉が、リスナーに今オススメしたい本を『今夜の推薦図書』として紹介。

### ゲスト
- 第24回（2013年5月5日）・第25回（5月12日） - 村川梨衣[3][4]
- 第48回（2013年12月8日）・第49回（12月15日） - 村川梨衣
- 第64回（2014年3月30日）・第65回（4月6日） - 山本希望

### 関連商品
「佐倉綾音 Ayane*LDK」DJCD VOL.1
- 2013年9月25日発売
  - 通常盤は、CD 2枚組
  - 豪華盤は、CD 2枚組に加え、ゲスト・村川梨衣とのロケ映像を収録した特典DVDを封入

「佐倉綾音 Ayane*LDK」DJCD VOL.2
- 2014年2月26日発売
  - 通常盤は、CD 2枚組
  - 豪華盤は、CD 2枚組に加え、ゲスト・山本希望とのロケ映像を収録した特典DVDを封入

「佐倉綾音 Ayane*LDK」DJCD VOL.3
- 2015年1月28日発売
  - 通常盤は、CD 2枚組
  - 豪華盤は、CD 2枚組に加え、ゲスト・悠木碧とのロケ映像を収録した特典DVDを封入